# Kristina Groves
Kristina Nicole Groves (Ottawa, 4 dicembre 1976) è un'ex pattinatrice di velocità su ghiaccio canadese.

## Palmarès

### Olimpiadi
- Argento a Torino 2006 nei 1500 metri.
- Argento a Torino 2006 nell'inseguimento a squadre.
- Argento a Vancouver 2010 nei 1000 metri.
- Bronzo a Vancouver 2010 nei 3000 metri.

### Mondiali - Distanza singola
- Oro a Salt Lake City 2007 nell'inseguimento a squadre.
- Oro a Nagano 2008 nei 3000 metri.
- Oro a Vancouver 2009 nell'inseguimento a squadre.
- Argento a Inzell 2005 nell'inseguimento a squadre.
- Argento a Nagano 2008 nei 1000 metri.
- Argento a Nagano 2008 nell'inseguimento a squadre.
- Bronzo a Inzell 2005 nei 3000 metri.
- Bronzo a Salt Lake City 2007 nei 1500 metri.
- Bronzo a Salt Lake City 2007 nei 5000 metri.
- Bronzo a Nagano 2008 nei 1500 metri.
- Bronzo a Nagano 2008 nei 5000 metri.
- Bronzo a Vancouver 2009 nei 3000 metri.
- Bronzo a Vancouver 2009 nei 5000 metri.

### Mondiali - Completi
- Argento a Hamar 2009.
- Argento a Heerenveen 2010.
- Bronzo a Calgary 2006.
- Bronzo a Berlino 2008.